# Comando de Aeródromo A (o) 15/VII
El Comando de Aeródromo A (o) 15/VII (Flieger-Horst-Kommandantur A (o) 15/VII) fue una unidad de la Luftwaffe durante la Segunda Guerra Mundial.

## Historia
Fue formado el 1 de abril de 1944 en Memmingen, a partir del Comando de Defensa de Aeródromo A 26/VII.

## Comandantes
- Capitán Karl-Ferdinand Hielscher – (11 de diciembre de 1944 – 8 de mayo de 1945)

## Servicios
- abril de 1944 – mayo de 1945: en Memmingen bajo el Comando de Base Aérea 11/VII.

## Orden de Batalla

### Unidades adheridas
- Comando de Pista de Aterrizaje Reichenbach